# Amazon Lumberyard
Amazon Lumberyard — бесплатный кросс-платформенный игровой движок класса AAA, разработанный компанией Amazon. Lumberyard основан на архитектуре движка CryEngine, который был лицензирован у компании Crytek в 2015 году. Движок имеет интеграцию с веб-сервисами Amazon, что позволяет разработчикам создавать или размещать свои игры на серверах Amazon, а также осуществлять потоковое видео вещание через Twitch. Исходный код доступен для конечных пользователей, но существуют ограничения на использование: запрещена публикация исходного кода движка или его использование для выпуска своего собственного игрового движка. Lumberyard запущен 9 февраля 2016 наряду с GameLift — управляемым сервисом для развертывания и хостинга многопользовательских игр с оплатой комиссии, позволяющий разработчикам легко разрабатывать игры, привлекающие «большие и активные фанатские сообщества». Программное обеспечение в настоящее время находится в стадии бета-тестирования и может быть использовано для создания игр для Windows, Xbox One и PlayStation 4. Одной из первых игр на движке Lumberyard станет Star Citizen.
16 августа 2017 года исходный код движка был выпущен на GitHub по соглашению о открытости исходного кода, но остался под проприетарной лицензией.
6 июля 2021 года Amazon объявила о партнерстве с Linux Foundation для создания Open 3D Foundation и выпуска новой версии Lumberyard, переименованной в Open 3D Engine (O3DE), под лицензией с открытым исходным кодом Apache-2.0.

## Игры на Amazon Lumberyard
| Год  | Статус        | Название            | Жанр                                    | Платформа(-ы)           | Разработчик(и)              | Издатель              |
| ---- | ------------- | ------------------- | --------------------------------------- | ----------------------- | --------------------------- | --------------------- |
| 2018 |               | Coffence            | Файтинг                                 | Windows                 | Sweet Bandits Studios       | Sweet Bandits Studios |
| 2019 |               | The Grand Tour Game | Гоночная игра                           | PlayStation 4, Xbox One | Amazon Game Studios Seattle | Amazon Game Studios   |
| 2021 |               | New World           | MMO                                     | Windows                 | Amazon Game Studios         | Amazon Game Studios   |
| 2023 | Ранний доступ | Shatterline         | Шутер от первого лица                   | Windows, Xbox, PS       | Frag Lab                    | Frag Lab              |
| TBA  |               | Star Citizen        | MMO, космический симулятор              | Windows                 | Cloud Imperium Games        | Cloud Imperium Games  |
| TBA  |               | Squadron 42         | Action-adventure, космический симулятор | TBA                     | Cloud Imperium Games        | Cloud Imperium Games  |
| TBA  |               | The DRG Initiative  | Шутер от третьего лица                  | TBA                     | Slingshot Cartel            | Slingshot Cartel      |
| TBA  |               | Crucible            | Шутер от третьего лица                  | TBA                     | Amazon Game Studios         | Amazon Game Studios   |
| TBA  |               | Deadhaus Sonata     | Action RPG                              | TBA                     | Apocalypse Studios          | Apocalypse Studios    |
| TBA  | Отменена      | Breakaway           | MOBA                                    | Windows                 | Amazon Game Studios         | Amazon Game Studios   |